# Alfarb
Alfarb (hiszp. Alfarp) – gmina w Hiszpanii, w prowincji Walencja, we wspólnocie autonomicznej Walencja, o powierzchni 20,58 km². W 2011 roku liczyła 1579 mieszkańców.
Do roku 2023 gmina nosiła nazwę Alfarp, jednak na mocy dekretu Rady Generalitat Valenciana z 26 maja 2023 r. po zasięgnięciu opinii sekcji onomastycznej Acadèmia Valenciana de la Llengua zdecydowano o korekcie ortografii i przyjęciu formy Alfarb.